# Flat myrkottskaktus
Flat myrkottskaktus (Ariocarpus kotschoubeyanus) är en suckulent växt inom myrkottskaktussläktet och familjen kaktusväxter. 

## Beskrivning
Flat myrkottskaktus är i regel dvärgväxande plantor med stor pålrot. I naturligt tillstånd syns endast den allra översta delen av växten ovan jord. Plantorna är mycket vårtiga. Vårtorna är i en del fall långa, triangulära och släta, och i andra mer tillplattade med uppvikta kanter. Areolerna sitter på vårtspetsarna, men ingen av medlemmarna i detta släkte har taggar. Axillerna är oftast fulla av vit ull och det är från dessa ställen, men nära plantans mittpunkt, som blommorna utvecklas. Till skillnad från andra kaktusar blommar de på hösten, ibland så sent som i november på norra halvklotet. Blommorna är trattformade med en diameter på 2,5–5 centimeter och färgen varierar från rosa till karmin. Blommorna sluter sig på nätterna och varar mellan 3 och 7 dagar. Frukten är något cylindrisk, gräddfärgad eller blekrosa när den är mogen, och 1,3–2,5 cm lång.

## Förekomst
Släktets medlemmar finner man huvudsakligen i de norra och centrala delarna av Mexiko, från Coahuila till Nuevo Leon, och även i de sydliga delarna av Texas, norr om Rio Grande. De växer på stenig mark och bland klippor, ibland i sandig lera eller i kalkstensjord. 

## Odling
Alla släktets medlemmar växer långsamt. Även om plantan i naturen bara har den allra översta toppytan ovanjord bör den, när den odlas, höjas något över marknivån. De kräver en ganska sandig humusjord som består av ungefär två delar grov sand och en del humus, och krukor av lera istället för plast är att föredra. Finns endast plastkrukor att tillgå bör man använda sig av en porösare jordblandning. Dessa plantor måste vattnas med försiktighet och vid grått och kyligt väder från vår till höst ger man inget vatten alls. Det är att föredra en varm dag då man duschar dem så de blir ordentligt genomvattnade. Förutsatt att jorden är tillräckligt porös, gör detta ingen skada. Man kan odla dem och få dem att blomma lika framgångsrikt under lätt skuggat glas som i fullt solljus, även om det är att föredra det första alternativet. Rekommenderad minimitemperatur på vintern är 8°C eller till och med lägre för sådana arter som A. fissuratus och Myrkottskaktus, förutsatt att de hålls torra. Man kan ibland stöta på släktnamnet Roseocactus, men sådana plantor hör egentligen hemma under släktet Ariocarpus. Eftersom arter inom släktet Roseocactus växer så långsamt, är det nästan ett livstidsarbete att dra upp dem från frön till plantor med acceptabel storlek. De flesta köper unga plantor av Myrkottskaktus som är cirka 2,5–5 cm i diameter, vilka just nått blomningsstorlek.